# آرتور آدی
آرتور آدی (انگلیسی: Arthur Adey; ۱ مارس ۱۹۳۰ – ژانویه ۱۹۹۴ (aged 63)) بازیکن فوتبال اهل اسکاتلند بود. او بازیکن فوتبال اتحادیه حرفه‌ای اسکاتلند در دهه ۱۹۵۰ بود. او یک مهاجم وسط بود که کار حرفه‌ای خود را با دونکستر راورز آغاز کرد و بعداً برای گیلینگام و برافورد پارک آونیو بازی کرد. او ۶۸ بازی در لیگ فوتبال انجام داد و ۱۵ گل به ثمر رساند.